# Comodo Dragon
Comodo Dragon is een freeware-webbrowser ontwikkeld door beveiligingsbedrijf Comodo. De browser is gebaseerd op Chromium en maakt bijgevolg gebruik van de layout-engine Blink. De interface en functies sterk lijken op die van Chromium en hiermee ook op Google Chrome.
Dragon heeft de functie van Google Chrome die gebruikers volgt uitgeschakeld (ook wel usage tracking) samen met nog een paar andere, potentiële privacyrisico's. Dragon biedt aanvullende beveiliging waaronder de authenticiteit van een website vermelden en de (relatieve) sterkte van een certificaat (SSL) weergeven.

## Verschillen met Google Chrome
Volgende functies zijn verwijderd of uitgeschakeld in Dragon:
- RLZ-identifier, een versleutelde tekst die verzonden wordt bij alle zoekopdrachten uitgevoerd door Google of verzonden elke 24 uur;
- Automatische toegang tot de zoekmachine Google bij het openen van het programma voor gebruikers die Google hebben ingesteld als standaard zoekmachine;
- "ClientID", een uniek ID dat gebruikt wordt om een gebruiker te identificeren in logboeken;
- Tijdsstempel wanneer de browser was geïnstalleerd;
- Google-gehoste foutmeldingen wanneer de server niet kon worden gevonden;
- Automatische zoeksuggesties bij het intypen van tekst in de adresbalk;
- Google Updater werd vervangen door een eigen updater;
- Een bugtrackingsysteem dat informatie verstuurt over crashes of fouten.